# Sions sånger (herrnhutisk sångbok)
Sions sånger är en serie herrnhutiskt präglade kristna sångböcker. 
På 1700-talet gavs Sions Sånger ut i ett flertal utgåvor. De allra första utgåvorna smugglades in i Sverige från Danmark. Den innehöll ett par hundra sånger i evangelisk, närmast herrnhutisk anda. Bidragslämnare var bland annat Johan Kahl och Lars Torstensson Nyberg.
Den första utgåvan – Sions Sånger, Första samlingen – utkom 1743 med 90 sånger. Den annonserades den 18 april i Stockholms Post-tidning med syftet att ”uphöja Jesu dyra Försoning och Trones rättfärdighet i hans Blod”. Samlingen utgavs av Johan Christoffer Holmberg. Samtliga 90 sånger var försedda med en undertecknande initial, vilket saknas i senare samlingar som utsattes för censur eftersom de inte ansågs vara renläriga. En andra samling passerade censuren med tillstånd för tryckning för 130 nya sånger och gavs ut 1745.
Tredje utgåvan 1747 uppgavs sammanföra de tidigare utgåvorna till en ny samling, förutom några sånger som ströks (ur första upplagan ströks sångerna nummer 17, 19, 23, 25, 45, 65, 79 och 88; ur andra samlingen ströks nummer 4, 76, 78, 108 och 109). I själva verket är innehållet inte samma som passerat censuren tidigare, och även tillståndets äkthet har ifrågasatts då formuleringar ändrats mellan utgåvorna. Helt nya psalmer, som alltså aldrig passerade censuren, var 1747 års sånger nummer 58, 59, 129, 130, 131, 132, 139, 155, 156, 157, 158, 159 och 160. 
1748 gavs en fjärde samling ut som inte utsatts för tidens censur (formellt tillstånd för tryckningen saknas) och som stod sig i flera decennier utan nya utgivningar. Ett försök att ge ut ”Bihang till Sions sånger” 1754 förbjöds dock med motiveringen: ”I denna skrift funnos en myckehet owanliga, orediga, i Guds Ord ogrundade och til blotta sinliga föreställningar ledande talesätt”. 
Från 1778 och framåt utkom flera olika upplagor igen. Ytterligare en utgåva med herrnhutisk karaktär innehöll 223 sånger – se Sions sånger (1810).
Kyrkoherden i Jalasjärvi Elias Lagus översatte år 1790 Sions sånger till finska med namn Siionin virret. Samlingen blev mycket omtyckt i Finland. En förändrad och utvidgad version utgavs under åren 1891-1893 av Wilhelmi Malmivaara.  En ny version utgavs år 1972 och den nyaste, totalt förnyade utgåvan utkom 2016 och innehåller 255 sånger.